# Vérité Habanc
Vérité Habanc  (* im 16. Jahrhundert; † im 16. oder 17. Jahrhundert)  war ein französischer Erzähler.

## Leben und Werk
Habanc, der in Poitiers studiert hatte und sich selbst als „Gentilhomme Xainctongeois“ (Edelmann aus dem Saintonge) bezeichnet, ist nur als Autor eines einzigen Buches (1585) bekannt, von dem nur ein einziges Exemplar aufgefunden wurde, das bis in die neueste Zeit nirgends erwähnt, von Gabriel-André Pérouse entdeckt und erst 1989 wissenschaftlich herausgegeben wurde. Es reiht sich ein in die Reihe tragischer Erzählungen, die von Matteo Bandello ausging und in französischer Sprache von  Pierre Boaistuau, François de Belleforest und Bénigne Poissenot vertreten wurde. Offenbar war es als achter Band der Sammlung von Belleforest gedacht.

### Bemerkung zum Namen
Der Name Vérité Habanc trägt alle Anzeichen eines Anagramms. Wenn man jeweils den letzten Buchstaben nach vorne stellt, erhält man Everet Chaban. Chaban ist der Name eines Schlosses im Périgord. Die Konzentration des Namens auf den Südwesten Frankreichs ist erwiesen. Aquitanien war lange englisch, so dass der englische Vorname nicht zu verwundern braucht. Doch bleibt dieses Ergebnis vorerst Spekulation.

## Werke
- Nouvelles histoires tant tragiques que comiques (1585), hrsg. von Jean-Claude Arnould und Richard A. Carr, Genf, Droz, 1989.
  - Les Nouvelles histoires tant tragiques que comiques de Vérité Habanc (1585), hrsg. von Jean-Claude Arnould, Thèse, Lyon 2, 1987 (betreut von Gabriel-André Pérouse).